# اریک آدامز (موسیقی‌دان)
 اریک آدامز (انگلیسی: Eric Adams؛ زادهٔ ۱۲ ژوئیهٔ ۱۹۵۲) یک موسیقی‌دان اهل ایالات متحده آمریکا است.